# Córrego Rico (Jaboticabal)
Córrego Rico é um distrito do município brasileiro de Jaboticabal, que integra a Região Metropolitana de Ribeirão Preto, no interior do estado de São Paulo.

## História

### Origem
O povoado que deu origem ao distrito se desenvolveu ao redor da estação ferroviária Córrego Rico, inaugurada pela Companhia Paulista de Estradas de Ferro em 10/05/1894, mas em 1969 a ferrovia e a estação foram desativadas.

### Formação administrativa
- Distrito policial de Córrego Rico criado em 24/07/1916 no município de Jaboticabal[5].
- Distrito criado pela Lei nº 1.575 de 14/12/1917[6][7].

### Pedido de emancipação
O distrito tentou a emancipação político-administrativa e ser elevado à município, através de processo que deu entrada na Assembléia Legislativa do Estado de São Paulo no ano de 1990, mas como não atendia os requisitos necessários exigidos por lei para tal finalidade, o processo foi arquivado.

## Geografia

### Área urbana
A sede do distrito é a vila de Córrego Rico, com um total de 422 domicílios (IBGE 2022).

### Demografia

#### População urbana
| Crescimento população urbana | Crescimento população urbana | Crescimento população urbana | Crescimento população urbana |
| Censo                        | Pop.                         |                              | %±                           |
| ---------------------------- | ---------------------------- | ---------------------------- | ---------------------------- |
| 1934                         | 305                          |                              |                              |
| 1940                         | 305                          |                              | 0,0%                         |
| 1950                         | 279                          |                              | −8,5%                        |
| 1960                         | 248                          |                              | −11,1%                       |
| 1970                         | 419                          |                              | 69,0%                        |
| 1980                         | 567                          |                              | 35,3%                        |
| 1991                         | 733                          |                              | 29,3%                        |
| 2000                         | 965                          |                              | 31,7%                        |
| 2010                         | 1 058                        |                              | 9,6%                         |
| 2022                         | 1 000                        |                              | −5,5%                        |
| Fonte: IBGE e Fundação SEADE |                              |                              |                              |

#### População total
Pelo Censo 2022 (IBGE) a população total do distrito era de 1 161 habitantes. Anteriormente, pelo Censo 2010 (IBGE), a população total do distrito era de 1 414 habitantes.

### Área territorial
A área territorial do distrito é de 148,957 km² (IBGE 2022).

### Rodovias

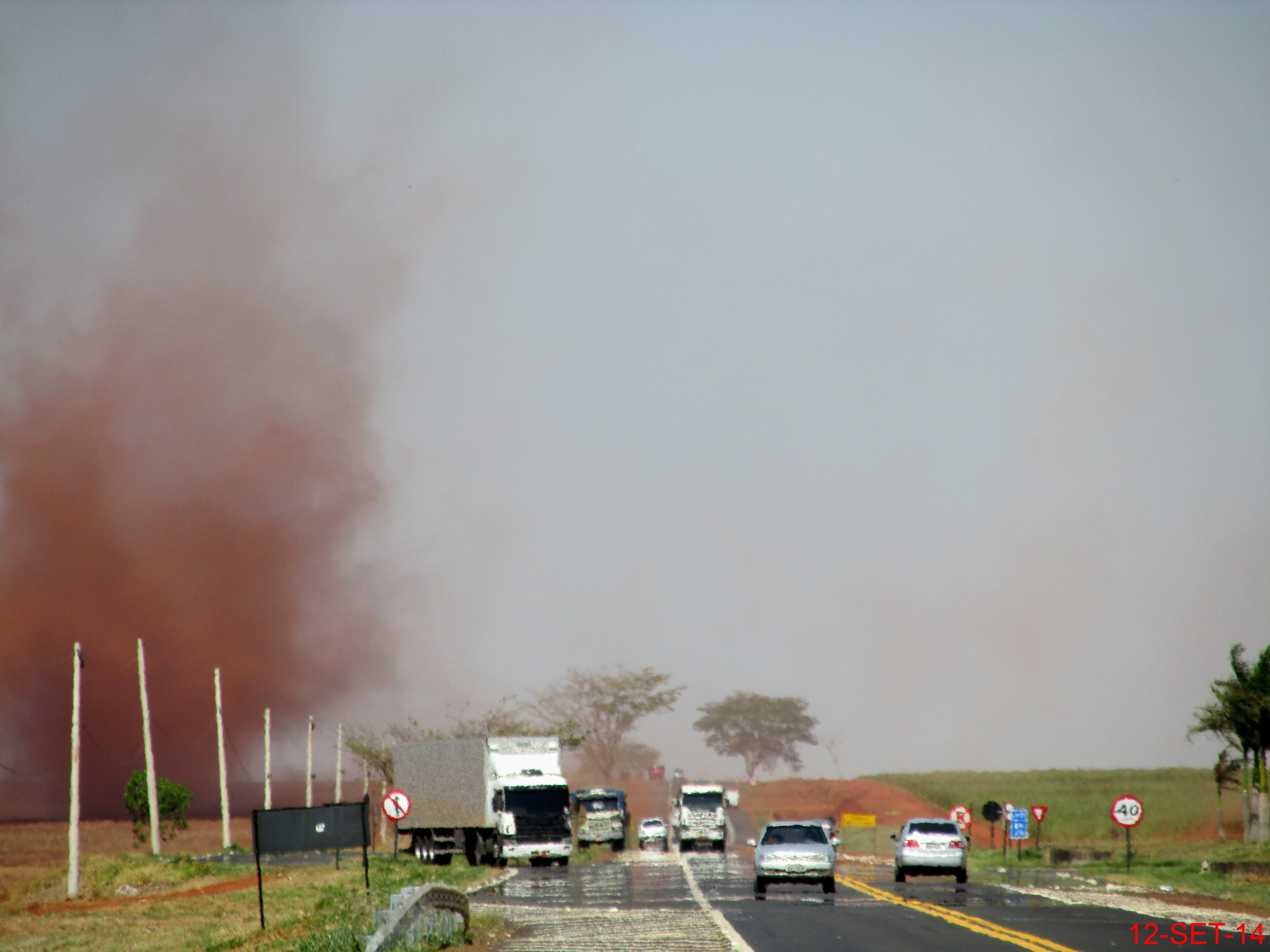
Trecho da SP-253 no distrito.

Os principais acessos ao distrito são a Rodovia Deputado Cunha Bueno (SP-253) e a Rodovia Brigadeiro Faria Lima (SP-326), mas para esta o acesso ainda não é asfaltado.

### Hidrografia

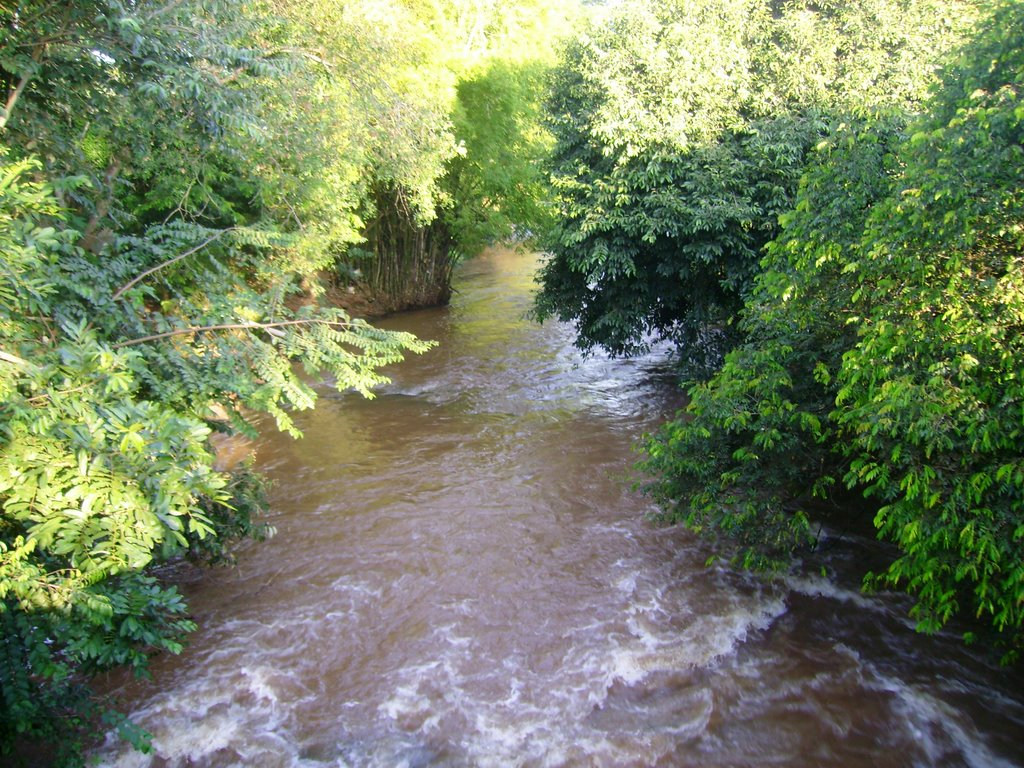
Córrego Rico, que dá nome ao distrito.

- Córrego Rico, que dá nome ao distrito, afluente do Rio Mojiguaçu.

## Serviços públicos

### Registro civil
Atualmente é feito no próprio distrito, pois o Cartório de Registro Civil das Pessoas Naturais ainda continua ativo.

### Saneamento
O serviço de abastecimento de água é feito pelo Serviço Autônomo Água e Esgoto de Jaboticabal (SAAEJ). 

### Energia
A responsável pelo abastecimento de energia elétrica é a CPFL Paulista, distribuidora do grupo CPFL Energia.

### Telecomunicações
O distrito era atendido pela Telecomunicações de São Paulo (TELESP) através da central telefônica de Jaboticabal. Em 1998 esta empresa foi vendida para a Telefônica, que em 2012 adotou a marca Vivo para suas operações.

## Atividades econômicas
Caracteriza-se por propriedades rurais e um assentamento rural, onde 95% de sua área é dominada pela produção de cana-de-açúcar destinada a duas usinas de açúcar e álcool no entorno do distrito.

### Usina de açúcar e álcool
No distrito está instalada a Unidade Jaboticabal da Usina Santa Adélia. Fundada em 1937, a usina é uma importante fonte de geração de emprego e renda.

## Religião
O Cristianismo se faz presente no distrito da seguinte forma:

### Igreja Católica
- A igreja faz parte da Diocese de Jaboticabal[24].

### Igrejas Evangélicas
- Congregação Cristã no Brasil[25].